# Les Trois Forêts
Les Trois Forêts is een vakantiepark in het Franse departement Moselle in de regio Lotharingen. Het domein is in handen van de keten Center Parcs en werd geopend op 21 mei 2010 als vierde park van Center Parcs in Frankrijk. Het ligt in het zuiden van de gemeenten Hattigny, Fraquelfing en Niderhoff.

## Fauna en flora
Met 435 hectare bos is Les Trois Forêts het grootste en bosrijkste park van Center Parcs in Europa. In het vakantiepark is een waterloop aangelegd die niet alleen benut kan worden door de toeristen, maar ook door de parkdieren die dankzij het hoge hek rond het park vrij kunnen rondlopen. 80 hectare bos is voor het groene hart, waarvan 20 hectare gereserveerd voor de introductie van oude, zeldzame diersoorten. Er zijn Galloway-runderen, damherten en geiten. Rond het park ligt bosgebied met beschermde natuur waar runderen, herten, pony's, moeflons en paarden zijn uitgezet.
Les Trois Forêts telt 800 bungalows, hier eco-cottages genaamd, ontworpen door Jean de Gastines, architect van onder meer het nieuwe Centre Pompidou in Metz. 1400 tropische bomen vonden een plekje in Aqua Mundo en Market Dome. Het hart van het park is autovrij. De boerderij is gebouwd in samenwerking met het Wereld Natuur Fonds.
Van zeven zagerijen in de omgeving wordt het afvalhout gebruikt in een eigen biowarmtecentrale. Deze zorgt voor 90 procent van de totale warmtevoorziening van de centrale faciliteiten in het park.

## Fotogalerij

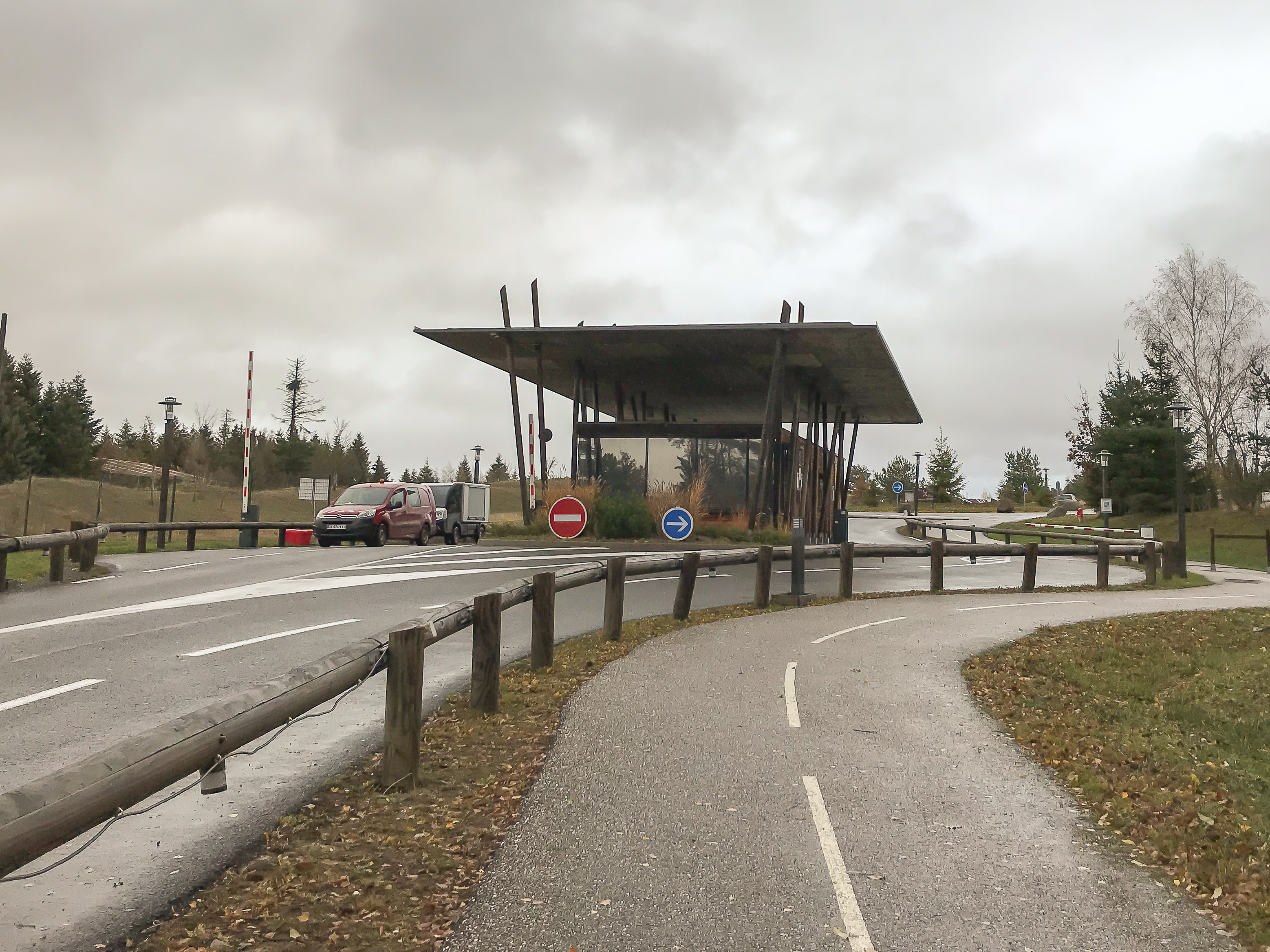
Ingang van het park
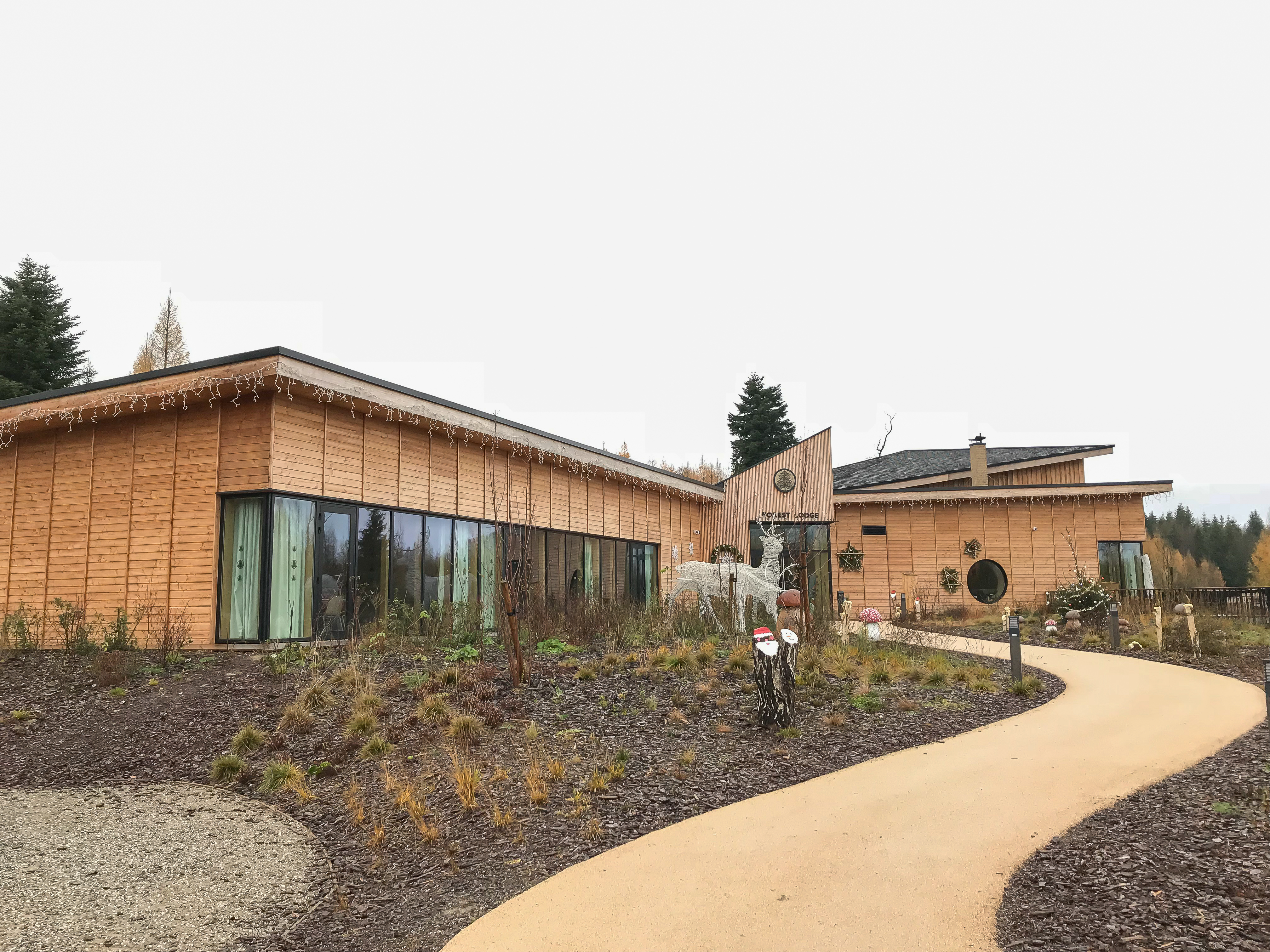
Forest Lodge
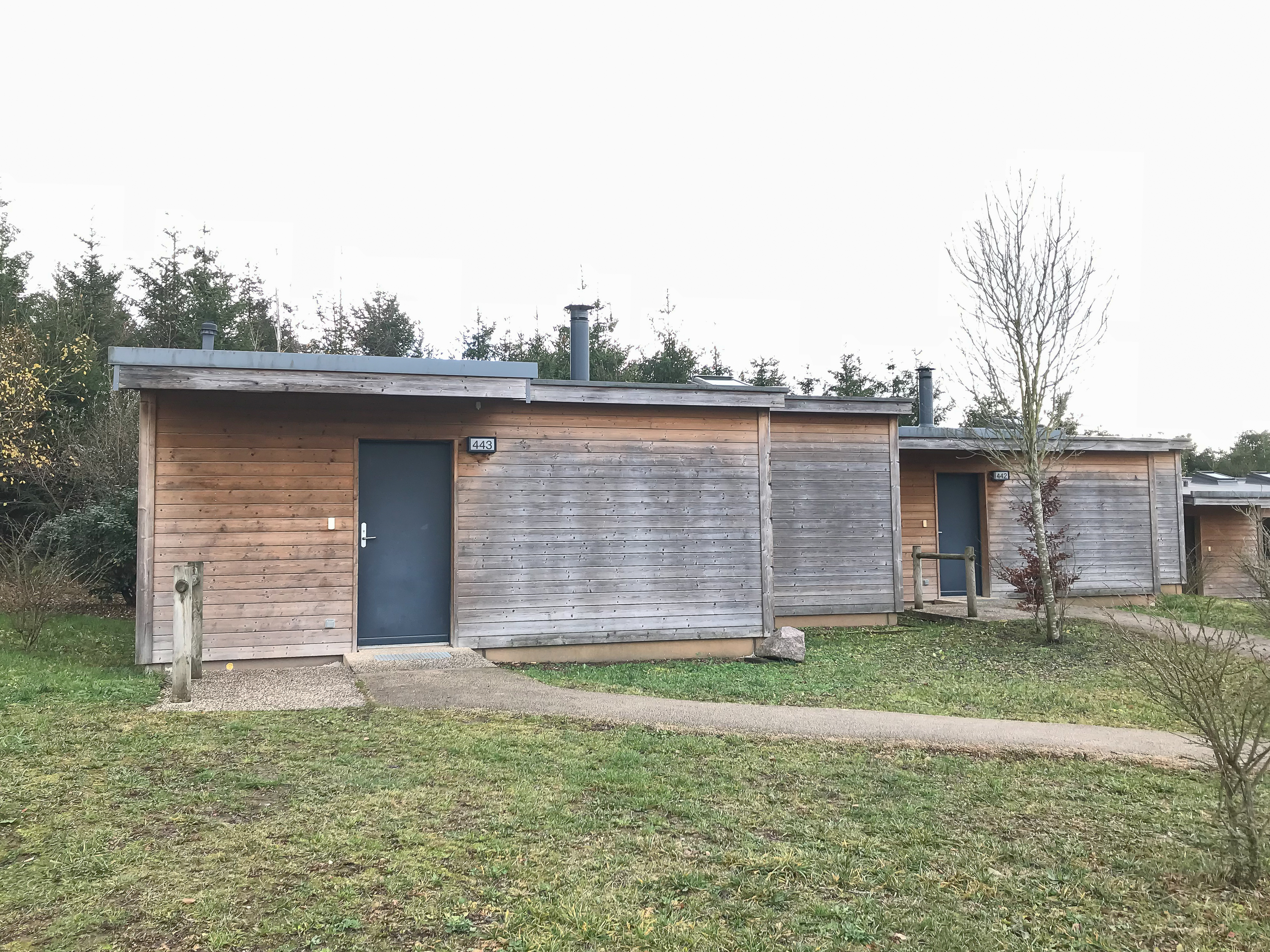
Cottages
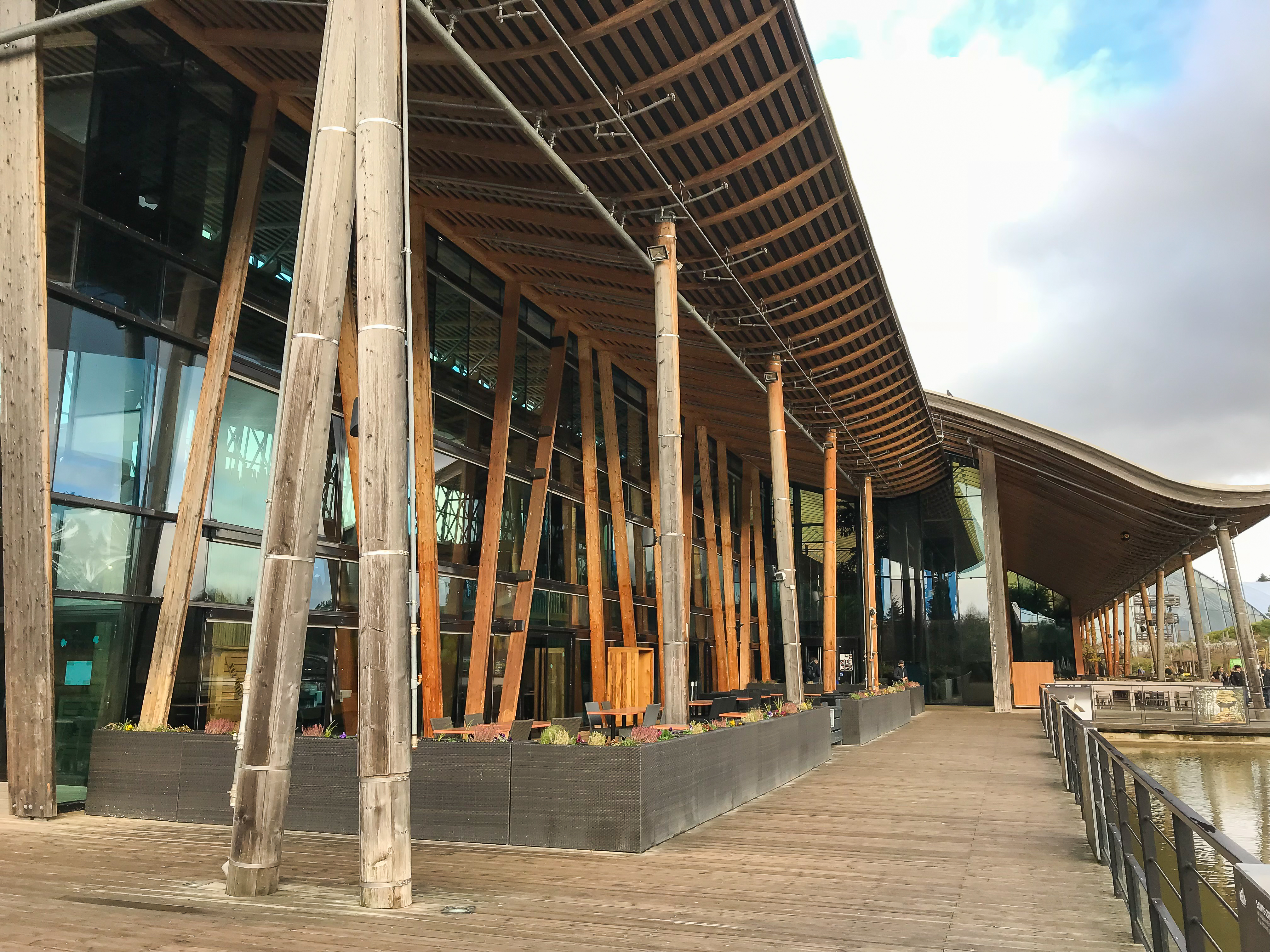
Gevel van de Market Dome
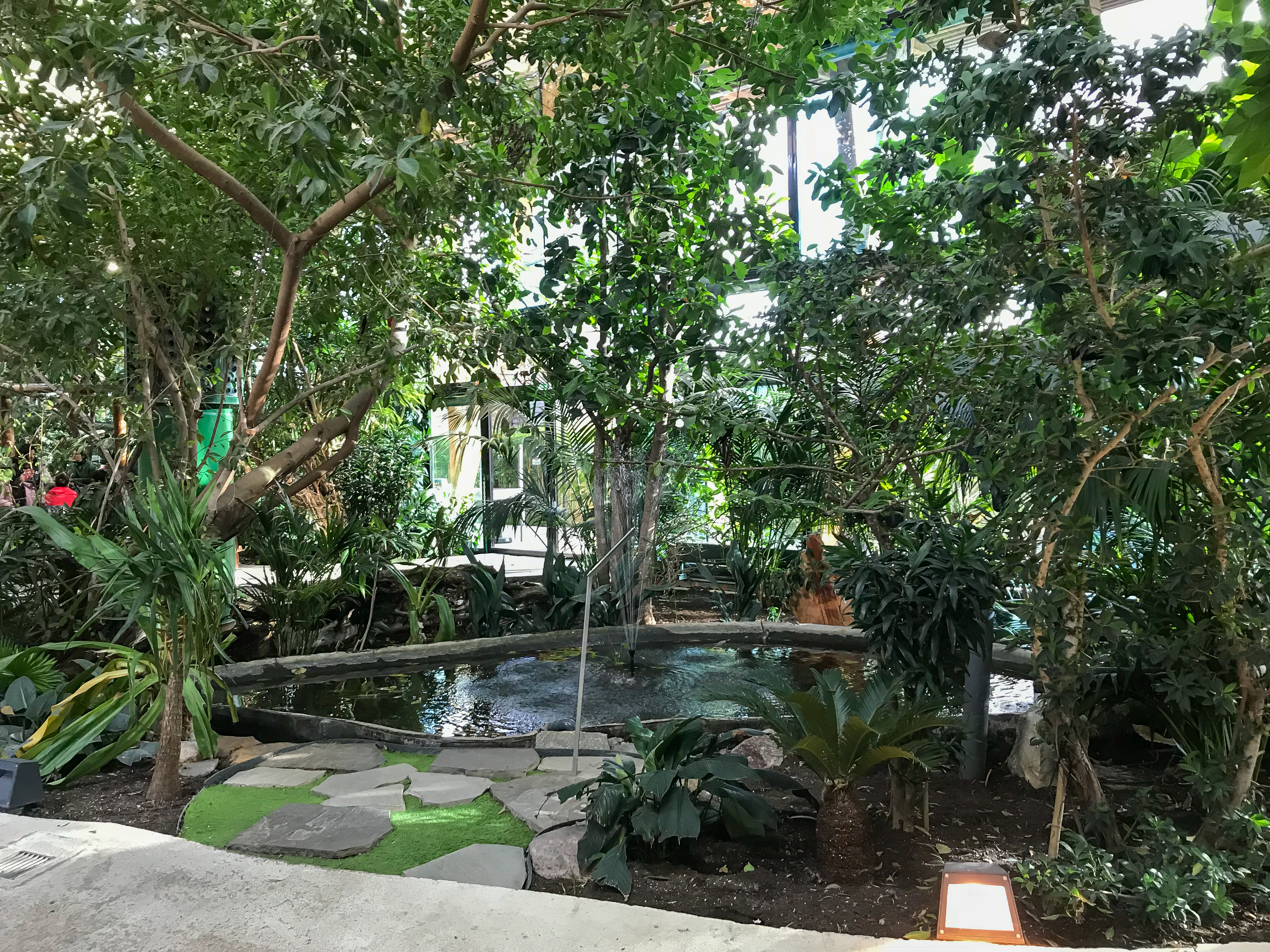
Binnenkant van de Market Dome
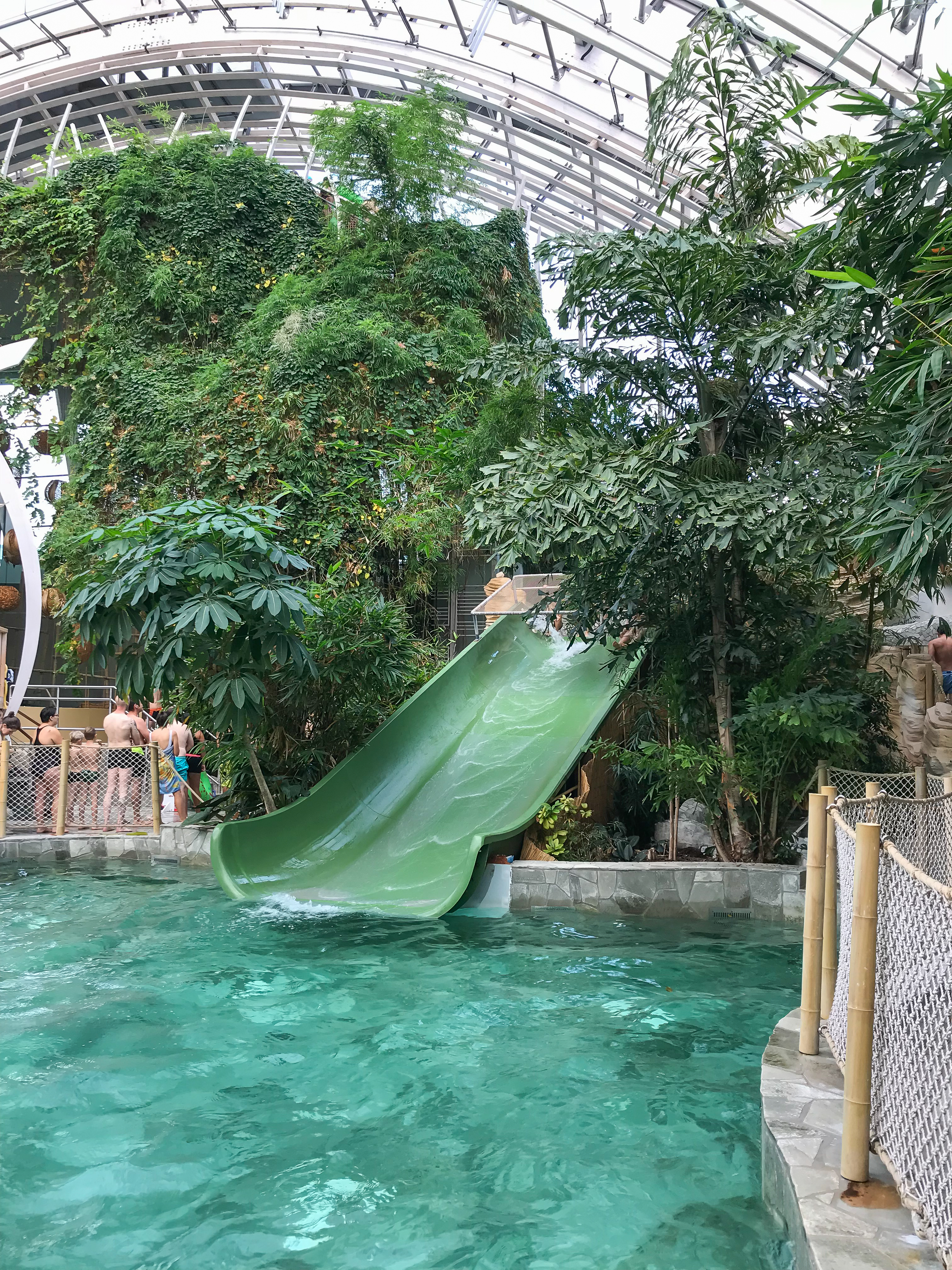
Glijbaan in de Aqua Mundo